# C/2019 C1 (ATLAS)
C/2019 C1 (ATLAS) est une comète à longue période du système solaire.
Découvert le 5 février 2019 par ATLAS-MLO (Mauna Loa) et rapidement confirmé par d'autres observatoires, l'objet reçut initialement la désignation A/2019 C1 en raison de sa trajectoire quasi-parabolique mais l'absence d'activité cométaire. Des observations de la comète remontant au 14 janvier 2019 furent retrouvées.
À la suite de plusieurs observations d'activité cométaire de cet objet, l'objet est officiellement redésigné C/2019 C1 (ATLAS) le 3 février 2020.